# Carepa
Carepa este un municipiu din departamentul Antioquia, Columbia.

## Personalități născute aici
- Hernán Gaviria (1969 - 2002), fotbalist.